# Ulrika Pasch
Ulrika "Ulla" Fredrica Pasch (Estocolmo, 10 de julio de 1735 – ídem, 2 de abril de 1796) fue una pintora y miniaturista rococó sueca, y miembro de la Real Academia Sueca de las Artes. 

## Trayectoria

### Educación e inicios
Fue hija de Anna Helena Beckman y del pintor Lorens Pasch the Elder, sobrina del artista Johan Pasch y hermana del pintor Lorens Pasch el Joven. Su abuelo, el pintor Danckwart Pasch (muerto en 1727), había emigrado a Suecia desde Lübeck. Después de la muerte de su abuelo en 1727, el estudio familiar fue administrado por su abuela paterna Judith Larsdotter hasta que su tío paterno, Johan Pasch, se hizo cargo de él en 1734. Su prima, Margareta Stafhell, era también artista calcográfica. 
Pasch y su hermano recibieron las enseñanzas del padre en dibujo y pintura, pero ella, a diferencia de su hermana, Hedvig Lovisa Pasch (1744-1796), recibió una enseñanza explícita, pues mostró muy temprano talento para la pintura. Hedvig Lovisa no llegó a consagrarse como artista, aunque dejó algunos dibujos que mostraban un cierto talento. Desde 1752 hasta 1766, su hermano estudió arte en el extranjero. Durante este período, la carrera de su padre fue a menos porque no logró adaptarse al nuevo estilo rococó. En consecuencia, la familia experimentó dificultades económicas. Tras la muerte de su madre en 1756, Pasch se empleó como ama de llaves en la casa del viudo de su tía materna, el orfebre Gustaf Stafhell el Viejo. 
Sin embargo, su tío le permitió pintar en su tiempo libre y desarrollar su talento artístico, y comenzó a pintar y dibujar por dinero. Se dice explícitamente que ella comenzó a recibir encargos como artista el mismo año en que se convirtió formalmente en ama de llaves, por lo que enseguida pudo apoyar económicamente tanto a su padre como a su hermana mediante su trabajo como retratista profesional. Al parecer, logró el éxito y una clientela estable, gracias a que sus precios eran asequibles. Más tarde pudo mudarse a un apartamento propio y establecer su propio estudio. Cuando regresó su hermano a Suecia en 1766, ella había ayudado a la familia durante al menos diez años.   

### Carrera
En 1766, su hermano Lorens Pasch regresó a Estocolmo, y desde ese momento, los dos hermanos trabajaron juntos. Su colaboración ha sido descrita como de respeto mutuo y armonía. Compartieron estudio y se guiaron mutuamente en su trabajo, mientras su hermana Hedvig Lovisa se hacía cargo del hogar. Los contemporáneos insinuaron que Lovisa se suicidó tras la muerte de su hermana en 1796, ya que murió ese mismo año.
Se sabe que Pasch pintó detalles en los cuadros de su hermano que él encontraba fatigosos, especialmente detalles en textiles y ropa. Su hermano tuvo una carrera activa y exitosa hasta su muerte, ya que recibía encargos frecuentes de miembros de la corte real y de la aristocracia. 
Como persona, se describe a Pasch como una persona humilde, que nunca afirmó que su trabajo fuera otra cosa que una forma de mantenerse a sí misma. También se la describe como una persona tranquila y con sentido del humor, con la que era fácil estar cerca, ya que podía adaptarse a cada situación.

### Real Academia Sueca de las Artes
La Real Academia Sueca de las Artes fue fundada en 1773 y ese mismo año aceptó a 15 miembros. Pasch fue la única mujer entre ellos, un reconocimiento que parece haber tenido buena consideración dentro de la Academia. Entró en la Academia a la vez que su hermano; sin embargo, a diferencia de sus homólogos masculinos, nunca recibió una pensión de la corona a pesar de las repetidas reclamaciones.
Participó en las exposiciones de la Academia, especialmente en la de 1794. En 1798, Thure Wennberg leyó su discurso conmemorativo, Minne af Ulrica Fredria Pasch (En memoria de Ulrica Fredria Pasch). Pasch es la artista femenina más famosa y exitosa de Suecia y quizás también del resto de Escandinavia (entre los artistas que realmente trabajaron en estos países) antes del siglo XIX.

## Obra
- Capitán Carl Adolf Möllersvärd, 1775, óleo sobre lienzo, Galería Nacional Finlandesa.
- Catharina Charlotta L'Estrade, 1780, óleo sobre lienzo, Galería Nacional Finlandesa.
- Hedvig Ulrika Hedengran, 1772, óleo sobre lienzo, Galería Nacional Finlandesa.
- Retrato de una dama, óleo sobre lienzo, Galería Nacional de Finlandia.
- Retrato de Carl Johan von Schultzenheim, 1776, óleo sobre lienzo, Galería Nacional Finlandesa.[5]

## En la ficción
Ulrika Pasch es un personaje de la novela Pottungen (El niño del orinal) de Anna Laestadius Larsson de 2014, donde ella, junto a Anna Maria Lenngren, Ulrika Widström, Jeanna von Lantingshausen, Marianne Ehrenström y Sophie von Fersen, se convierten en miembros de una Blue Stockings Society organizada por Hedvig Elisabeth Charlotte de Holstein-Gottorp, y la ficticia Rower Johanna es contratada como modelo por ella para posar desnuda. 

## Galería

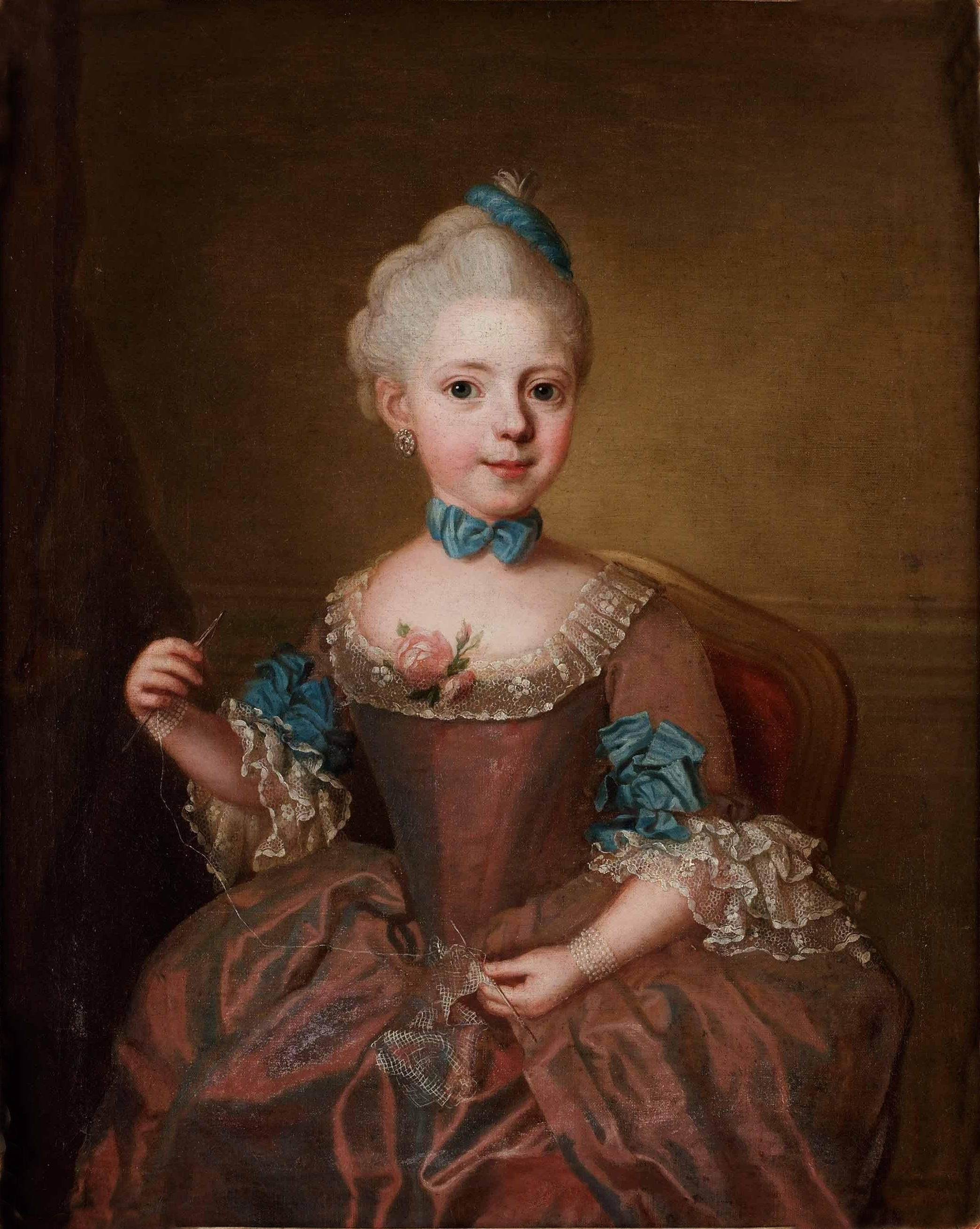
Handworking Girl
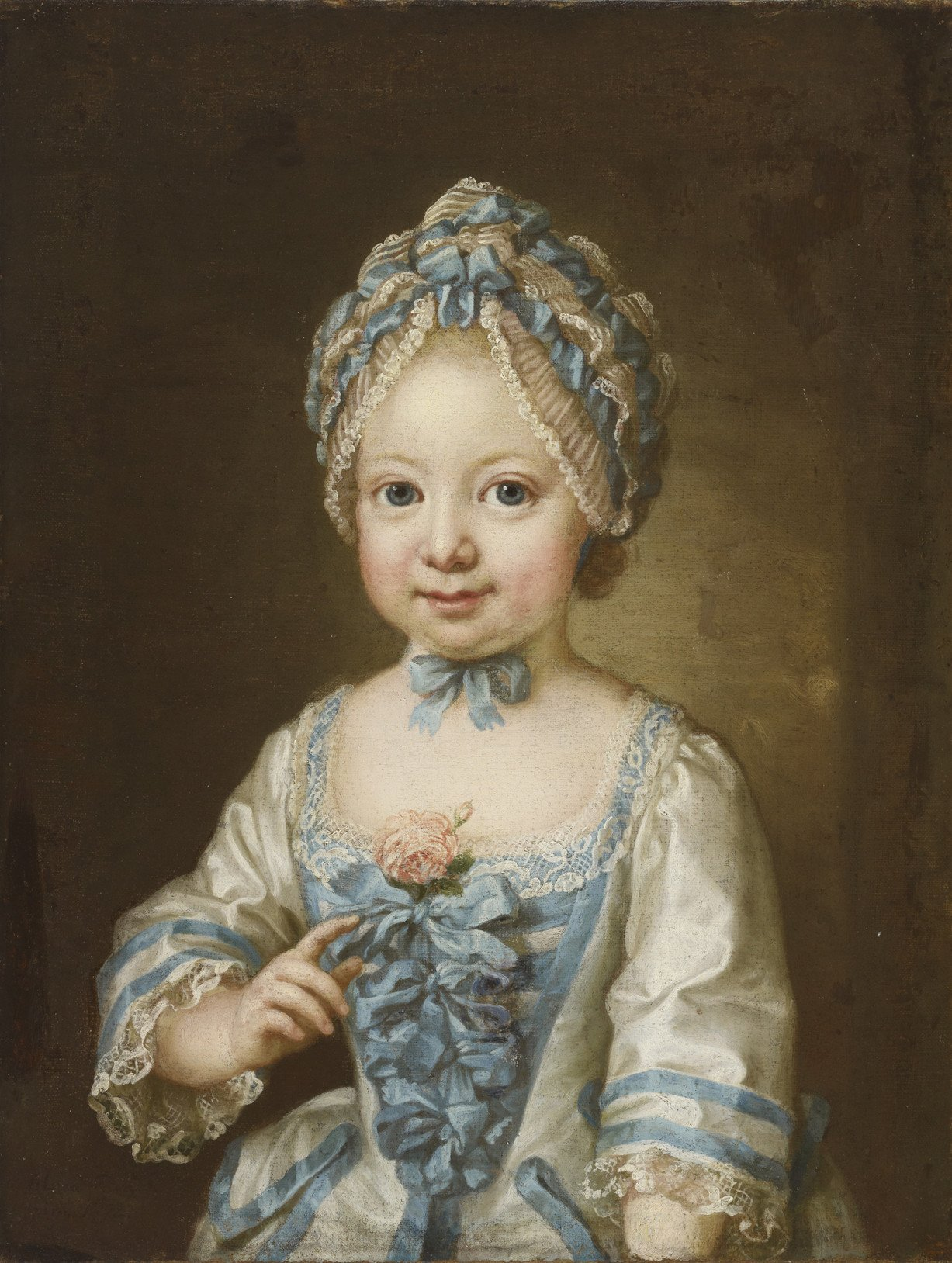
Hedvig Ulrika Hedengran (1772)
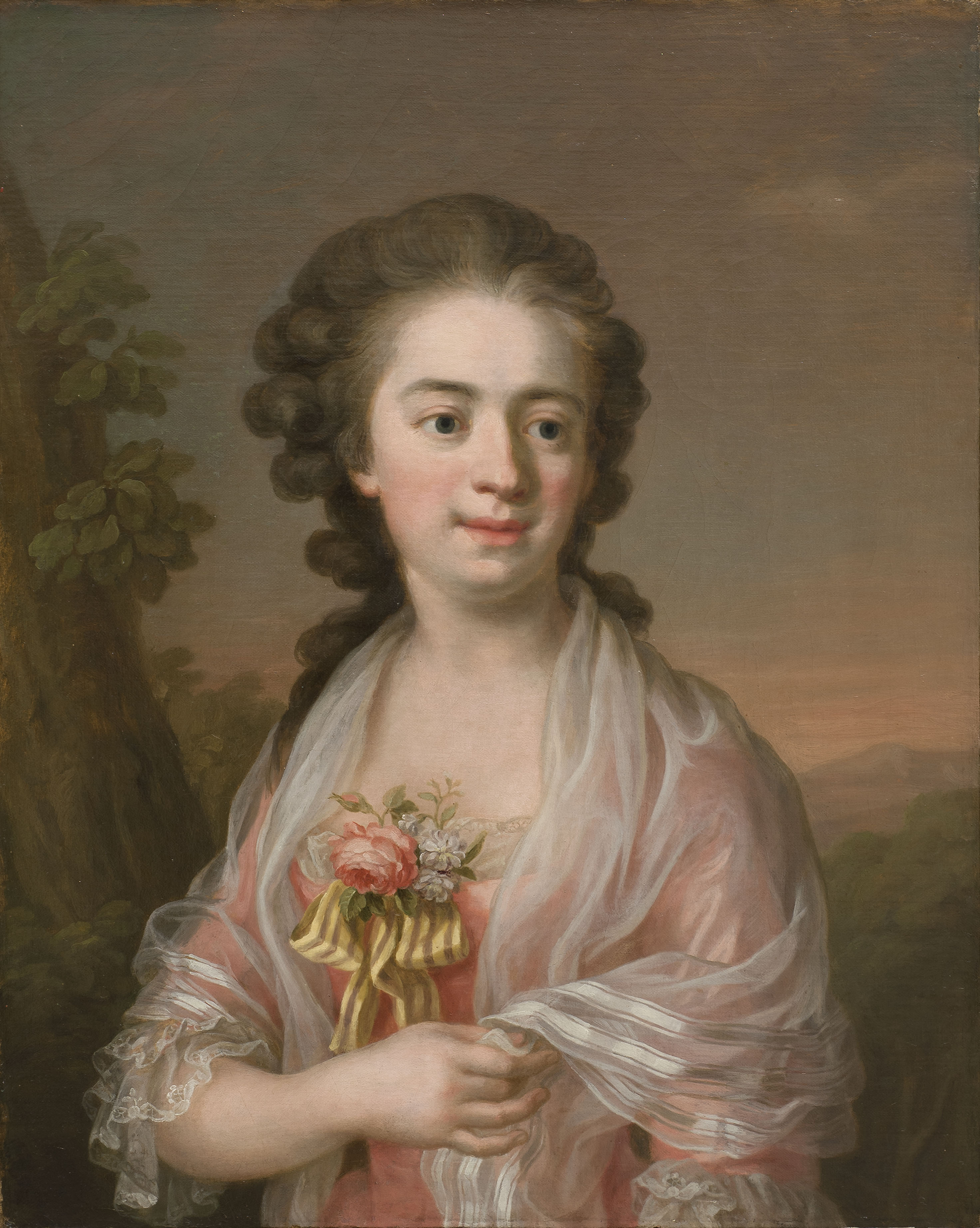
Self-portrait (1770)
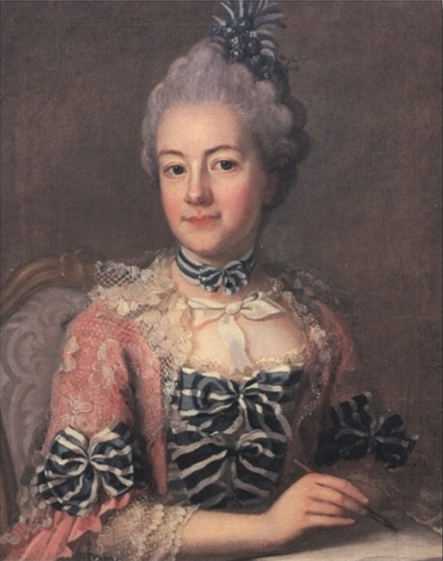
Hedvig Charlotta Nordenflycht
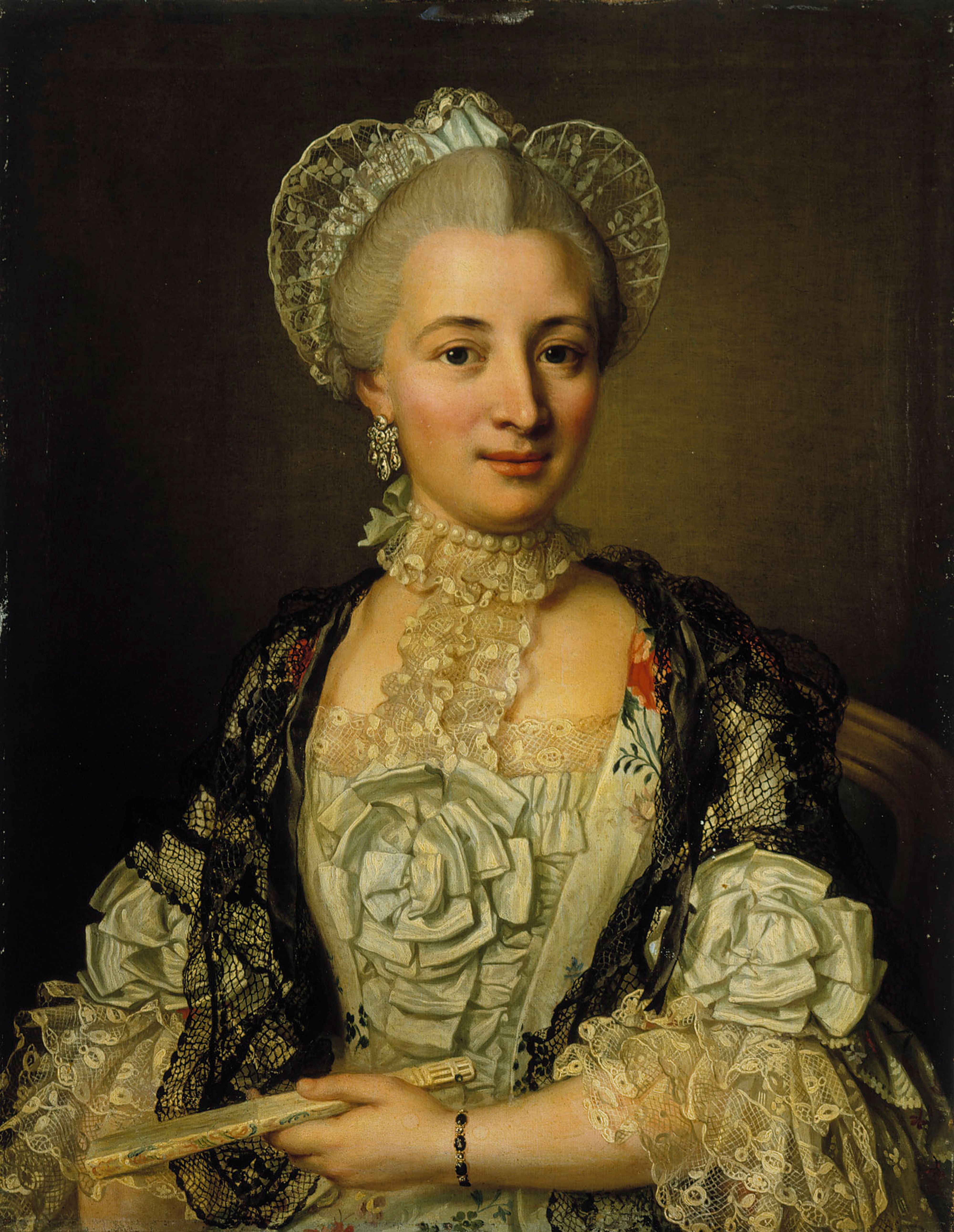
Portrait of a Lady
Fredrika Svan
Lovisa Ulrika
Till Grh (1891)
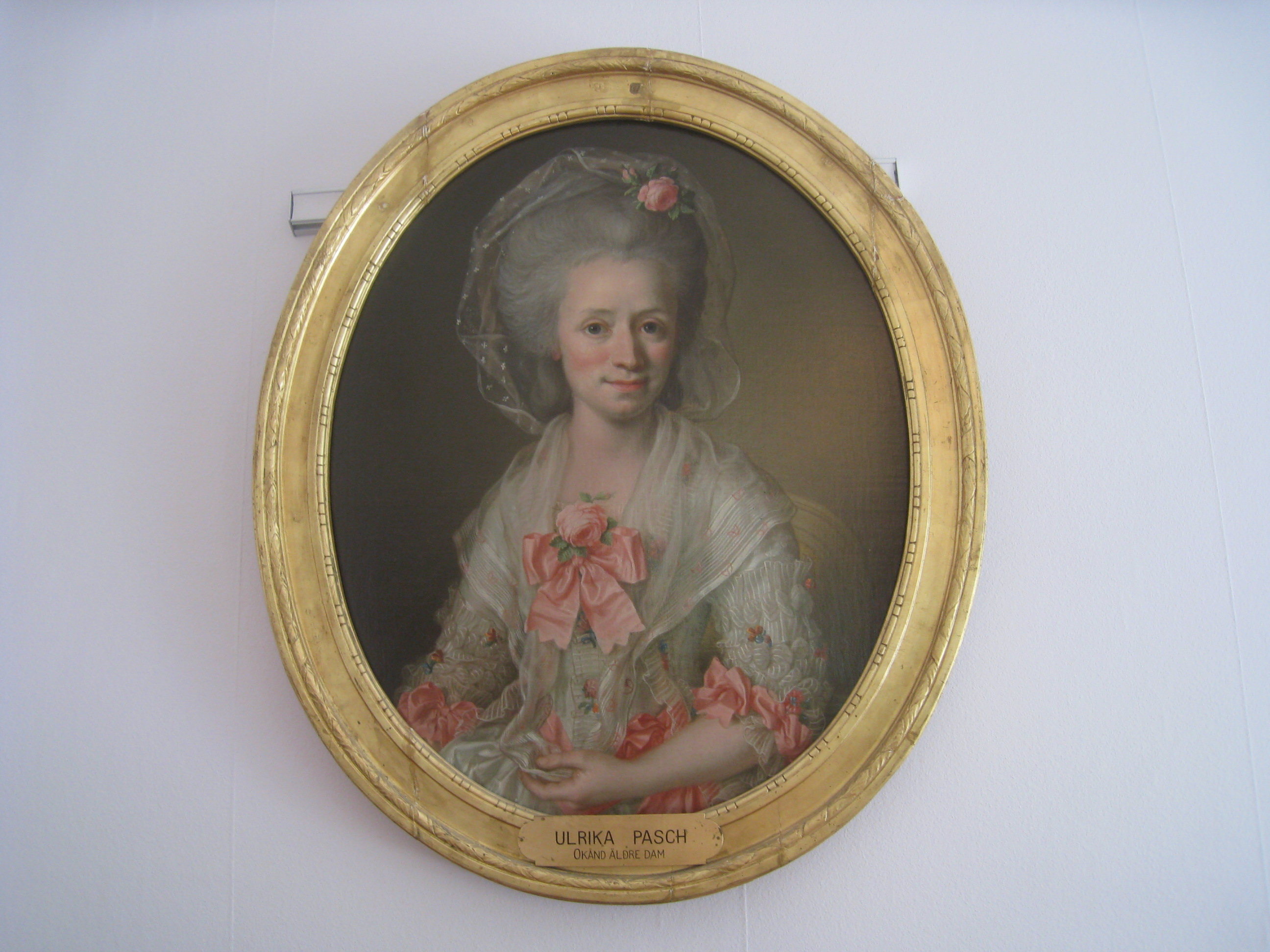
Porträtt föreställande okänd äldre dam
Portrait of a Lady
Boy with Map of Scandinavia
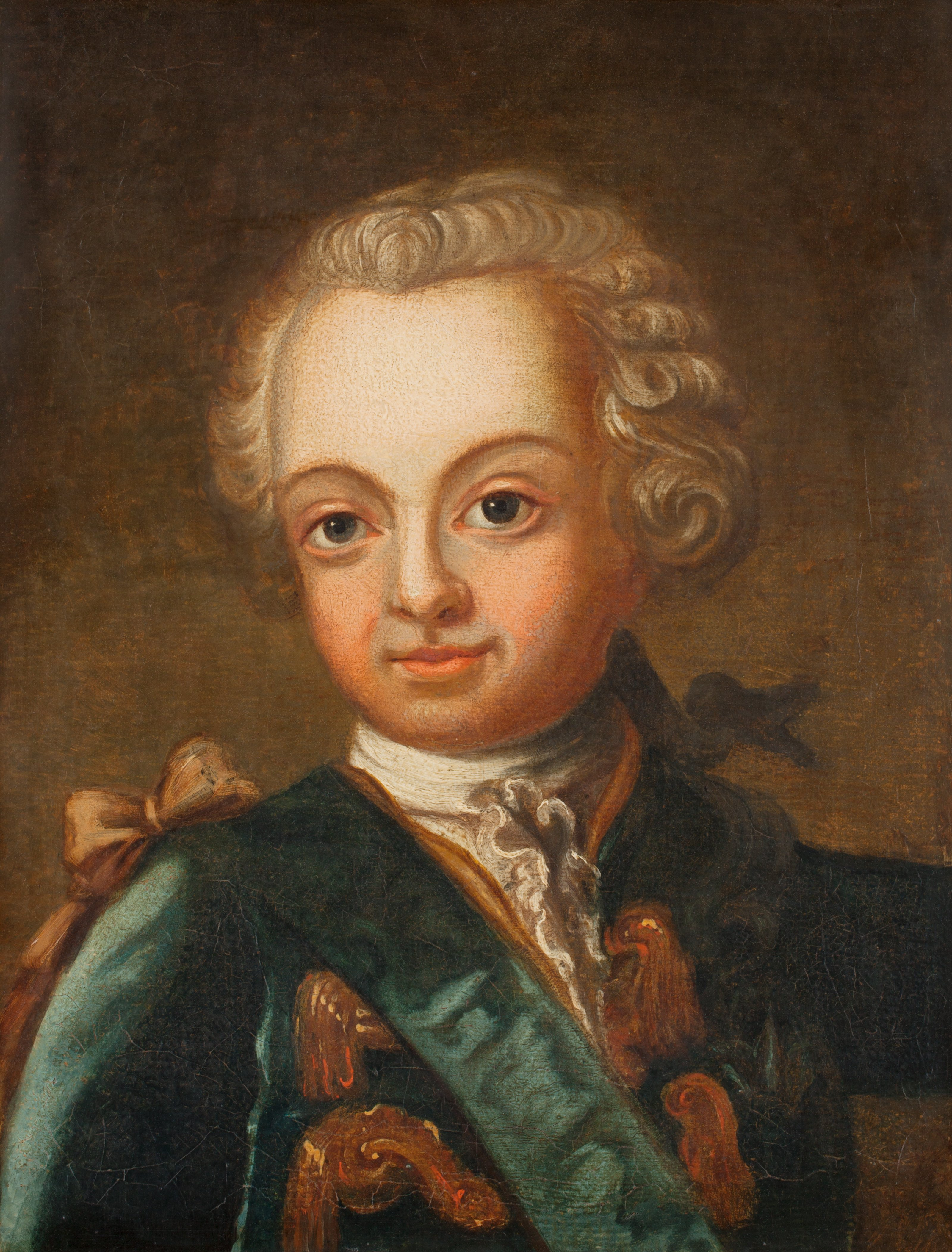
Gustav III of Sweden
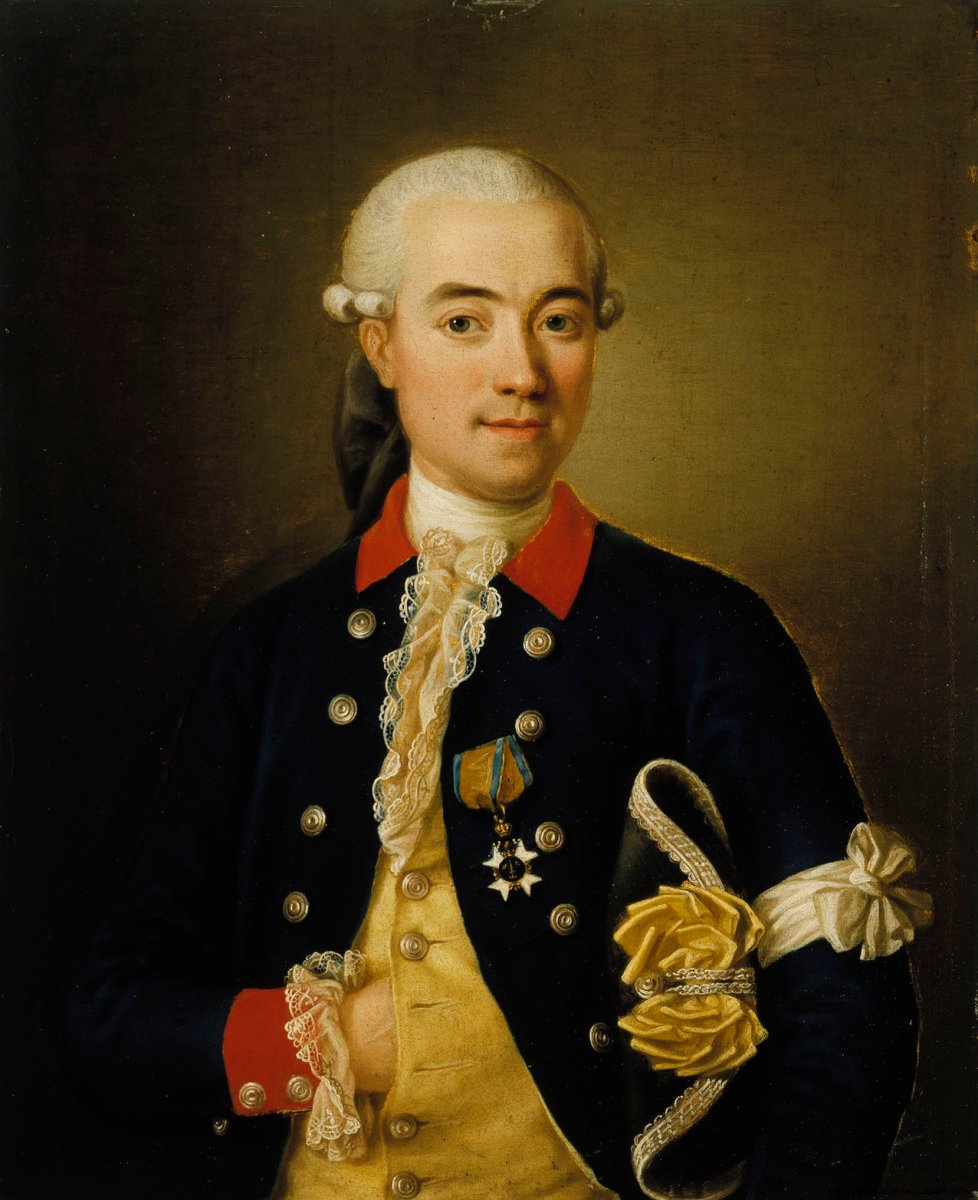
Carl Adolf Möllersvärd
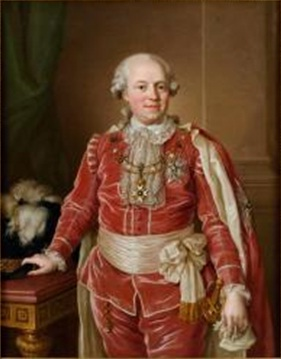
Samuel af Ugglas
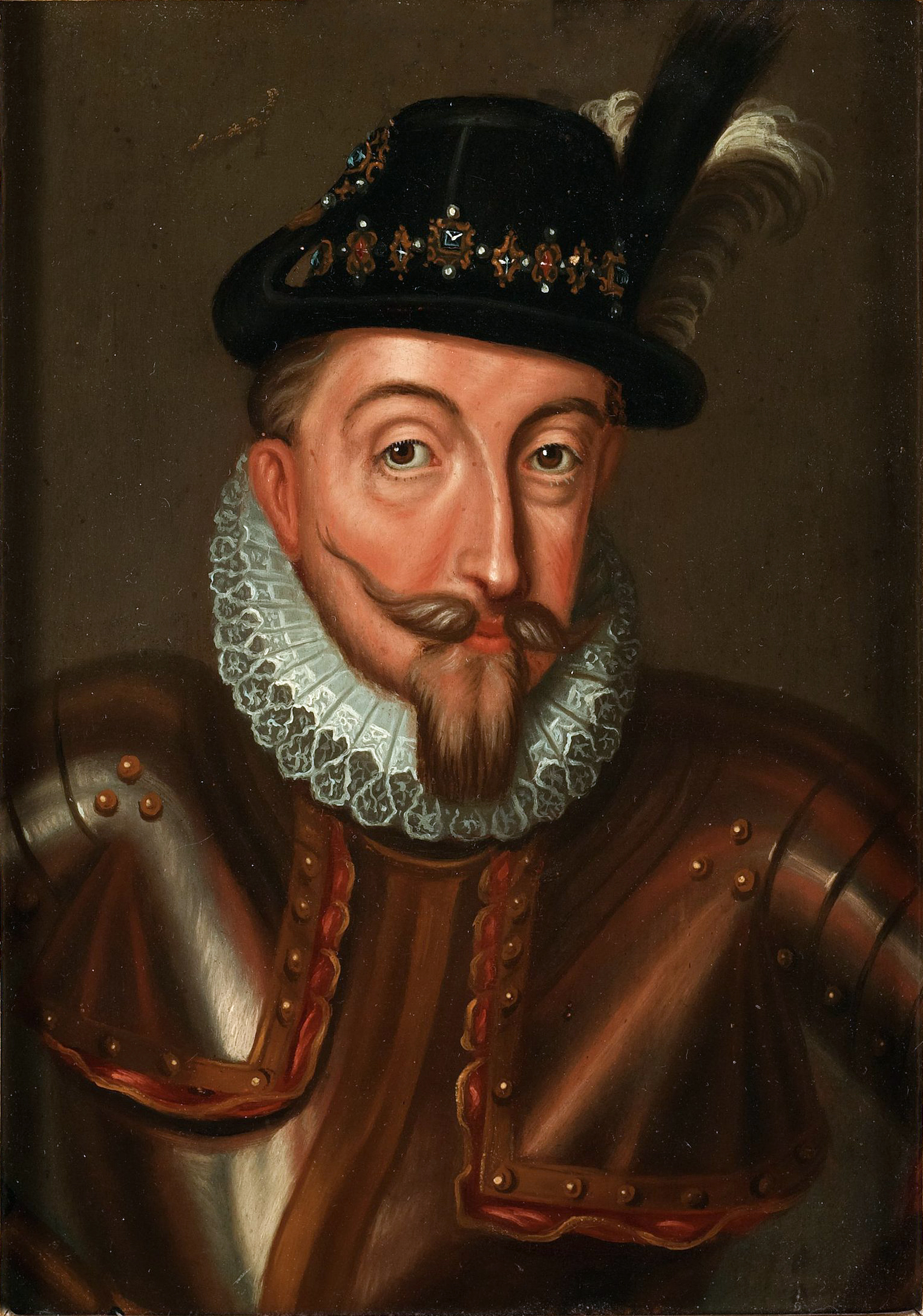
Žygimont Vaza
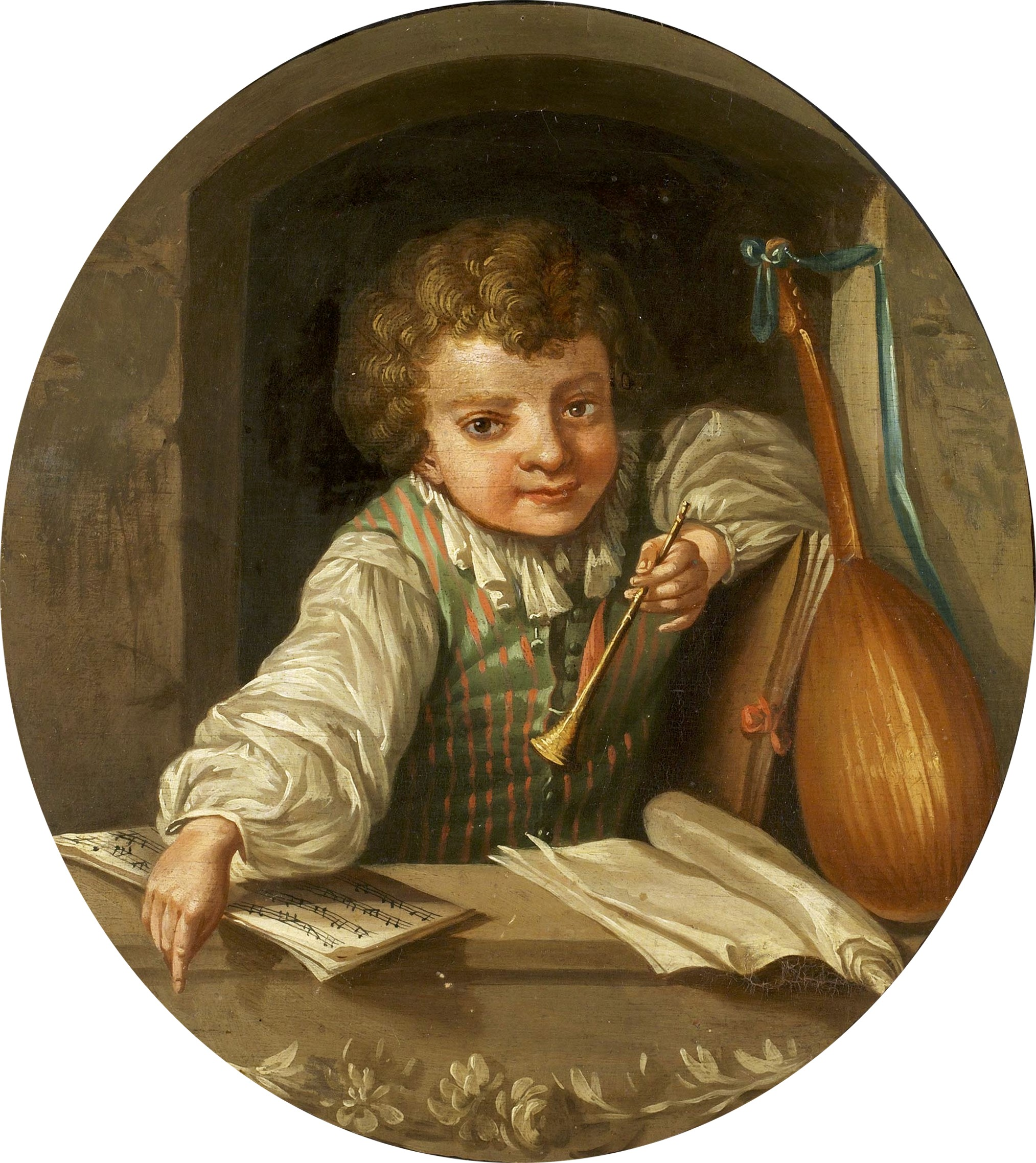
Boy with a flute
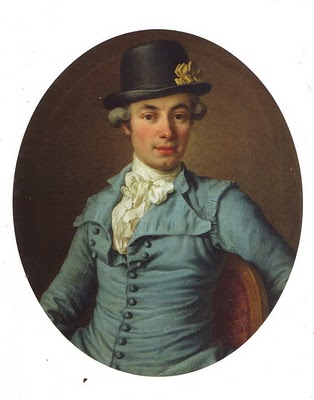
Portrait of Baron Adolf Ludvig Stierneld (1780)
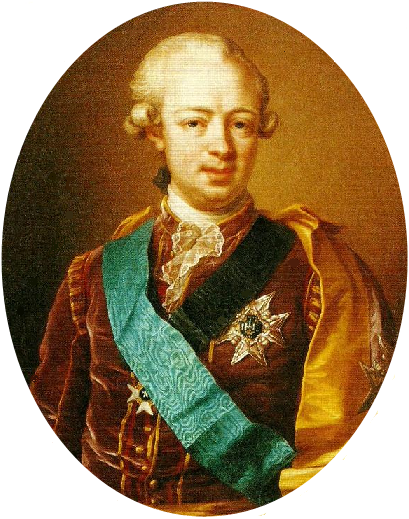
Carl Axel Trolle-Wachtmeister
Carl Borgenstierna
Gustav Adolf Reuterholm
Johan Michael Fant
Regentlängd Gustav I – Gustav IV Adolf
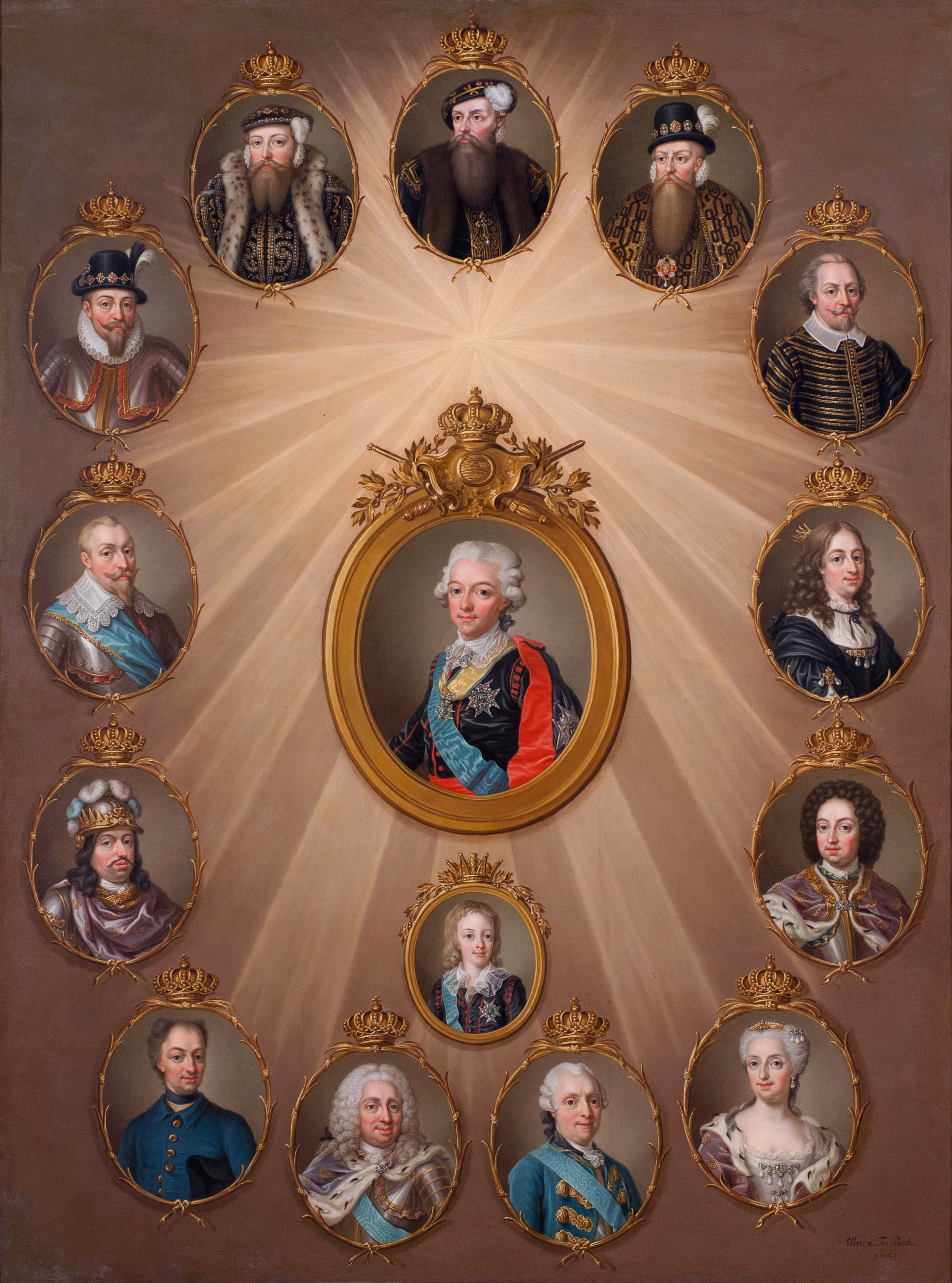
Den Gustavianska Familjen
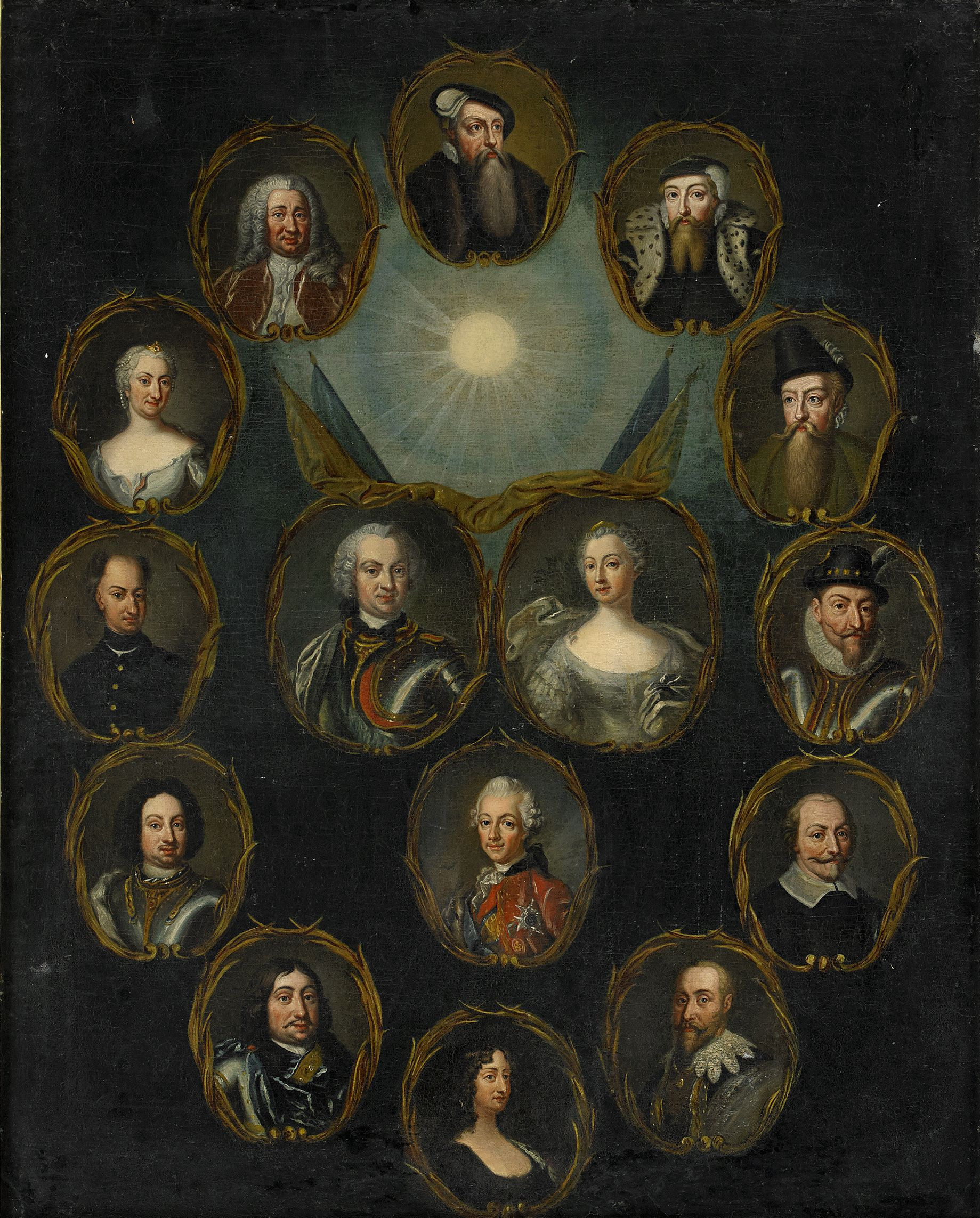
Den Gustavianska Familjen (1770)